# Псаммофиты
Псаммофиты — растения песчаных почв (роды и виды: саксаула, джузгуна, эфедры, астрагала, песчаная акация, ива остролистная, ива волочниковая, ива каспийская). Псаммофиты имеют ксероморфную структуру, мощно развитую корневую систему. Корни псаммофитов обладают способностью при их обнажении из-за развевания песка образовывать придаточные почки, а стебли — быстро формировать придаточные корни при засыпании песком. Псаммофиты широко используют для искусственного закрепления и облесения подвижных песков.

## См. Также
- Псаммофория